# Herona sumatrana
Herona sumatrana är en fjärilsart som beskrevs av Moore 1881. Herona sumatrana ingår i släktet Herona och familjen praktfjärilar. Inga underarter finns listade i Catalogue of Life.

## Bildgalleri

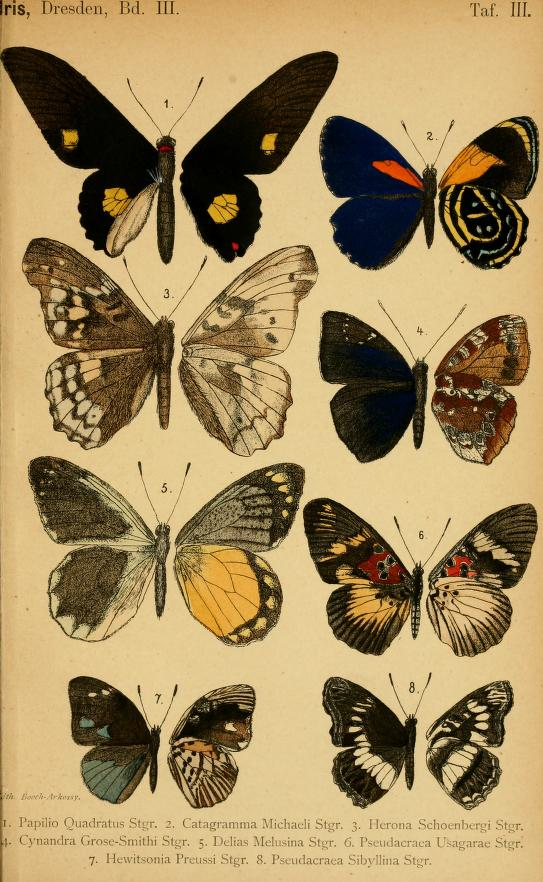